# 汪墩乡
汪墩乡，是中华人民共和国江西省九江市都昌县下辖的一个乡镇级行政单位。

## 行政区划
汪墩乡下辖以下地区：
汪墩社区、林丰村、茶铺村、杨储村、新桥村、阳港村、土安村、庆胜村、酒坊村、排门村、七星村、杨坞村、茅垅村、蒲塘村、古楼村、大桥村、高垅村、新妙村、清水村、红桥村、细桥村、伯昌村、七角村和古岭村。